# Timbago
Timbago is een bestuurslaag in het regentschap Payakumbuh van de provincie West-Sumatra, Indonesië. Timbago telt 677 inwoners (volkstelling 2010).